# Imogen Cunningham
Pour les articles homonymes, voir Cunningham.
Imogen Cunningham, née le 12 avril 1883, à Portland dans l'État de l'Oregon, et morte le 23 juin 1976 à San Francisco dans l'État de Californie, est une photographe et enseignante américaine.
Elle est avec Margaret Watkins, Toni Frissell, Louise Dahl-Wolfe, Laura Gilpin, Berenice Abbott, Dorothea Lange, Sonya Noskowiak, Alma Lavenson, une des premières photographes américaines de renom qui ont se faire une place dans un secteur principalement dominé par les hommes.
Elle est une des figures majeures du pictorialisme avec les photographes Clarence Hudson White (en), George H. Seeley (en), Edward Steichen, Alice Boughton, Gertrude Käsebier et Anne Brigman.
Imogen Cunningham fait partie des membres fondateurs du groupe f/64 avec Edward Weston, Ansel Adams, Willard Van Dyke, John Paul Edwards, Sonya Noskowiak et autres.

## Biographie

### Jeunesse et formation
Imogen Cunningham la cinquième des dix enfants d'Isaac Burns Cunningham, un fermier originaire du Missouri, et de Susan Elizabeth Johnson épouse Cunningham,,.
Isaac Burns Cunningham nomme sa fille Imogen comme la fille du roi Cymbeline de la pièce de Shakespeare portant le même nom,.
Isaac Burns Cunningham est un autodidacte quelque peu excentrique doublé d'un libre penseur pratiquant la théosophie et le végétarisme. Il est farouchement opposé à toute religion constituée, alors que Susan Cunningham est une illettrée qui passe ses journées aux tâches ménagères,.
Isaac Burns Cunningham encourage ses enfants à développer leur curiosité intellectuelle, grâce à lui Imogen Cunningham lit la Bible, Shakespeare et Dante.
En 1887, Isaac Burns Cunningham emmène sa famille rejoindre la Colonie coopérative de Puget Sound situé à Port Angeles  dans le détroit de Juan de Fuca. Sa tentative de développer un ferme échouent, et en 1889, il conduit sa famille à Seattle, dans l'Etat de Washington où ils s'installent dans le quartier de Queen Anne. Il crée une entreprise forestière  et  de commerce du charbon,.

#### Les débuts de photographe

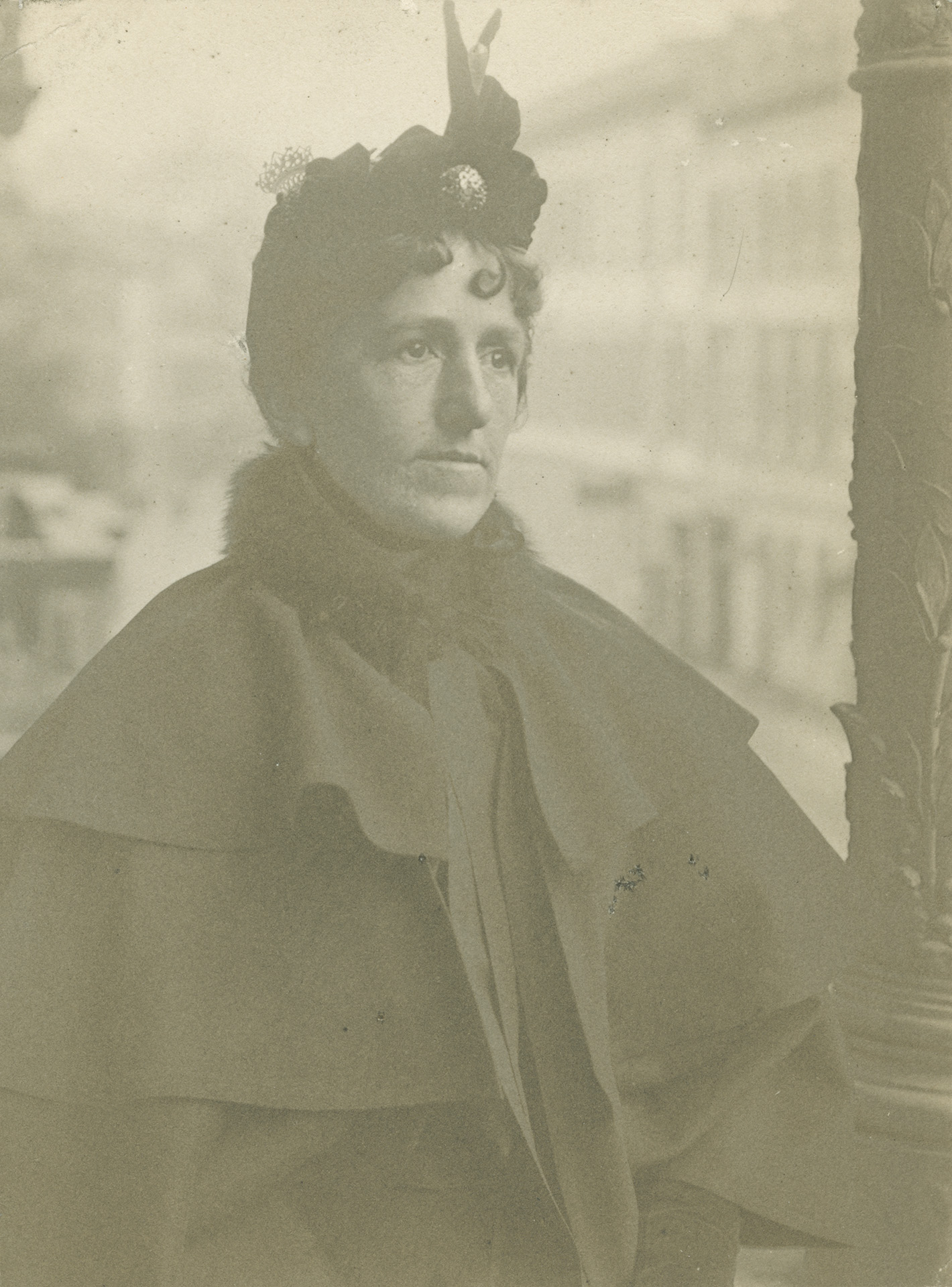
Portrait photographique de Gertrude Käsebier, pris dans les années 1890.

Malgré l'éloignement de la ferme de ses parents elle parvient à achever ses études secondaires. Avant qu'elle envisage de suivre des études universitaires, elle déclare à son père qu'elle veut être photographe, vocation qui lui est venue après avoir vu des photographies de Gertrude Kasebier. Isaac Burns Cunningham, accepte son choix, il lui offre un appareil photo 4 x 5 et aménage une chambre noire dans une de ses dépendance et lui achète un manuel d'utilisation publié par l'International  Correspondence School in Scranton, branche de l'ICS Learn (en), ce sont les premiers pas d'Imogen Cunningham dans la photographie,.

#### Études universitaires
À la fin de l'année 1899, après l'obtention de son diplôme de fin d'études secondaires à la Broadway High School (Seattle) (en), Imogen Cunningham entre à l'université de Washington de Seattle, elle voudrait suivre des cours sur les arts, mais à défaut, elle suit des cours sur la chimie. Pour gagner sa vie, elle travaille comme secrétaire de son professeur de chimie Horace Greeley Byers, et pour cela apprend la dactylographie et la sténographie. Elle découvre la botanique en passant les diapositives de son professeur de botanique T.C. Frye Elle obtient son baccalauréat universitaire en 1903 avec la mention cum laude, son mémoire de fin d'étude a pour titre The Scientific Development of Photography (« Le développement scientifique de la photographie »),,.

### Carrière professionnelle

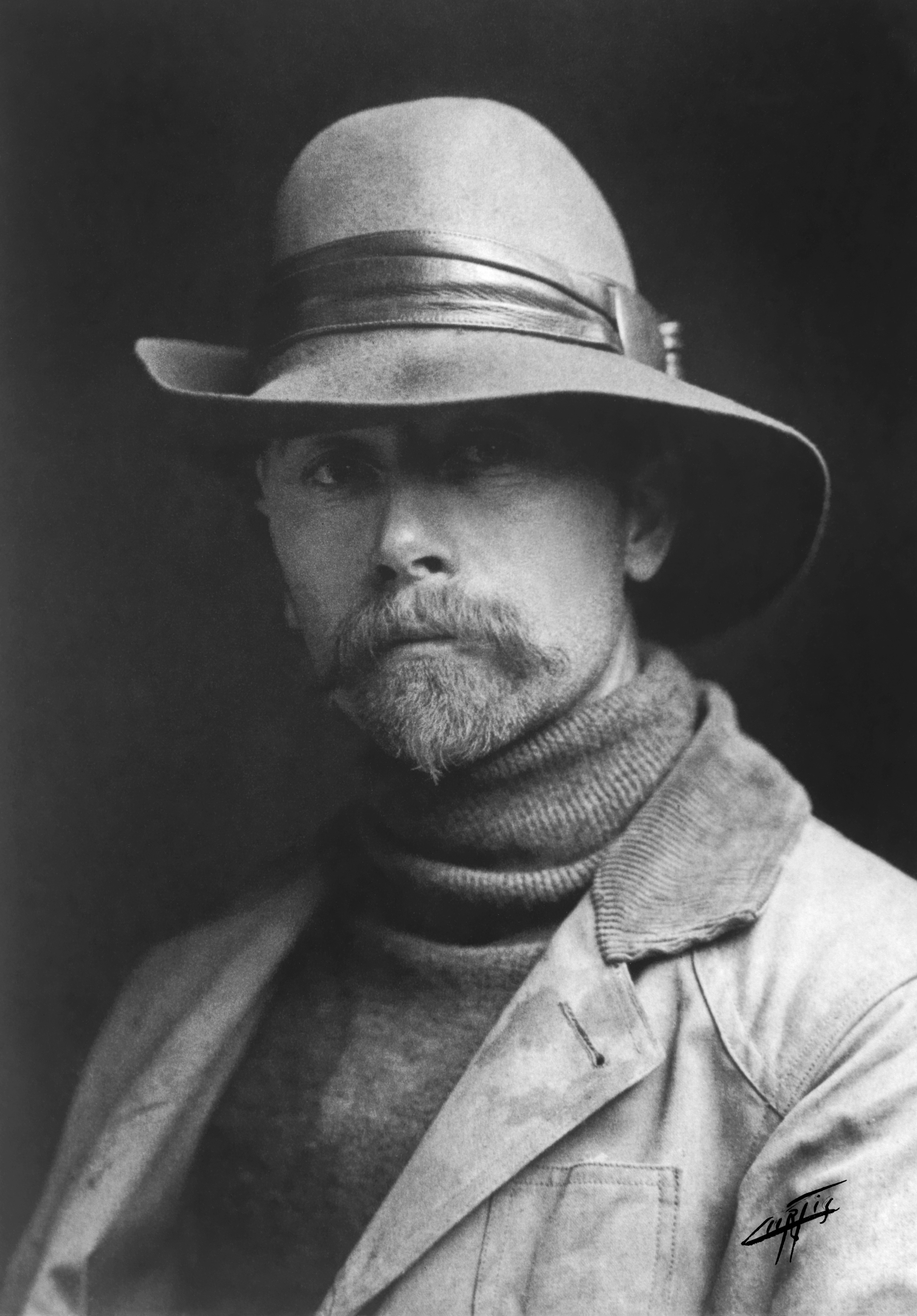
Portait photographique de Edward S. Curtis pris en 1899

#### Les débuts
Son diplôme obtenu, elle travaille au studio d'Edward S. Curtis, photographe spécialisé dans les clichés d'Amérindiens, elle y apprend notamment la retouche des négatifs et les procédés de tirage platine-palladium,,.
En 1909, Imogen Cunningham reçoit une bourse décernée par la sororité Pi Beta Phi (en) d'un montant de 500 $ bourse complétée par un prêt de 250 $ accordé par le Washington Women,s Club, ce qui lui permet de partir pour Dresde (Allemagne) où elle étudie la photochimie à l' université technique de Dresde sous la direction de Robert Luther (Chemiker) (de). Elle y développe une technique de papier d'impression couché au lieu d'utiliser les sels de plomb et de platine bon marché qu'elle publie dans une revue allemande titrée About the direct development of platinum paper for brown tones,,,.

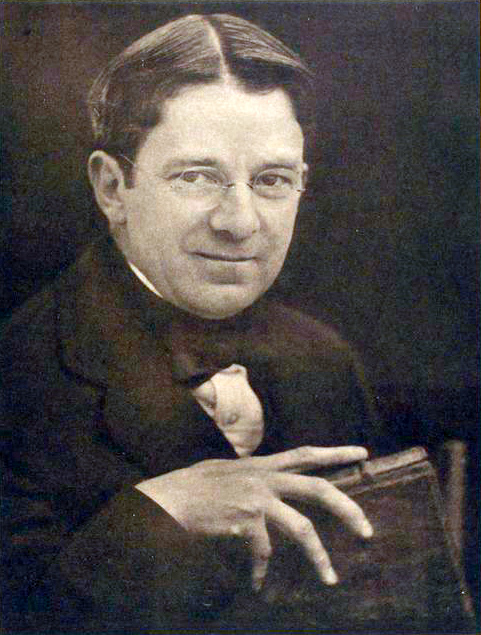
Portrait photographique de Alvin Langdon Coburn pris en mai 1922.

#### Paris et Londres
En juin 1910, Imogen Cunningham se rend à Paris avec son appareil Kodak, elle prend des photos entre autres de Notre Dame et les pièces d'eau et fontaines du Château de Versailles, puis en juillet 1910 elle part pour Londres pour rendre visite au photographe pictorialiste Alvin Langdon Coburn dans son studio de Hammersmith, elle en profite pour photographier divers sites de Londres comme le Sphynx en face de la Cleopatra's Needle, London (en) et les fontaines de Trafalgar Square.

#### Retour aux États-Unis

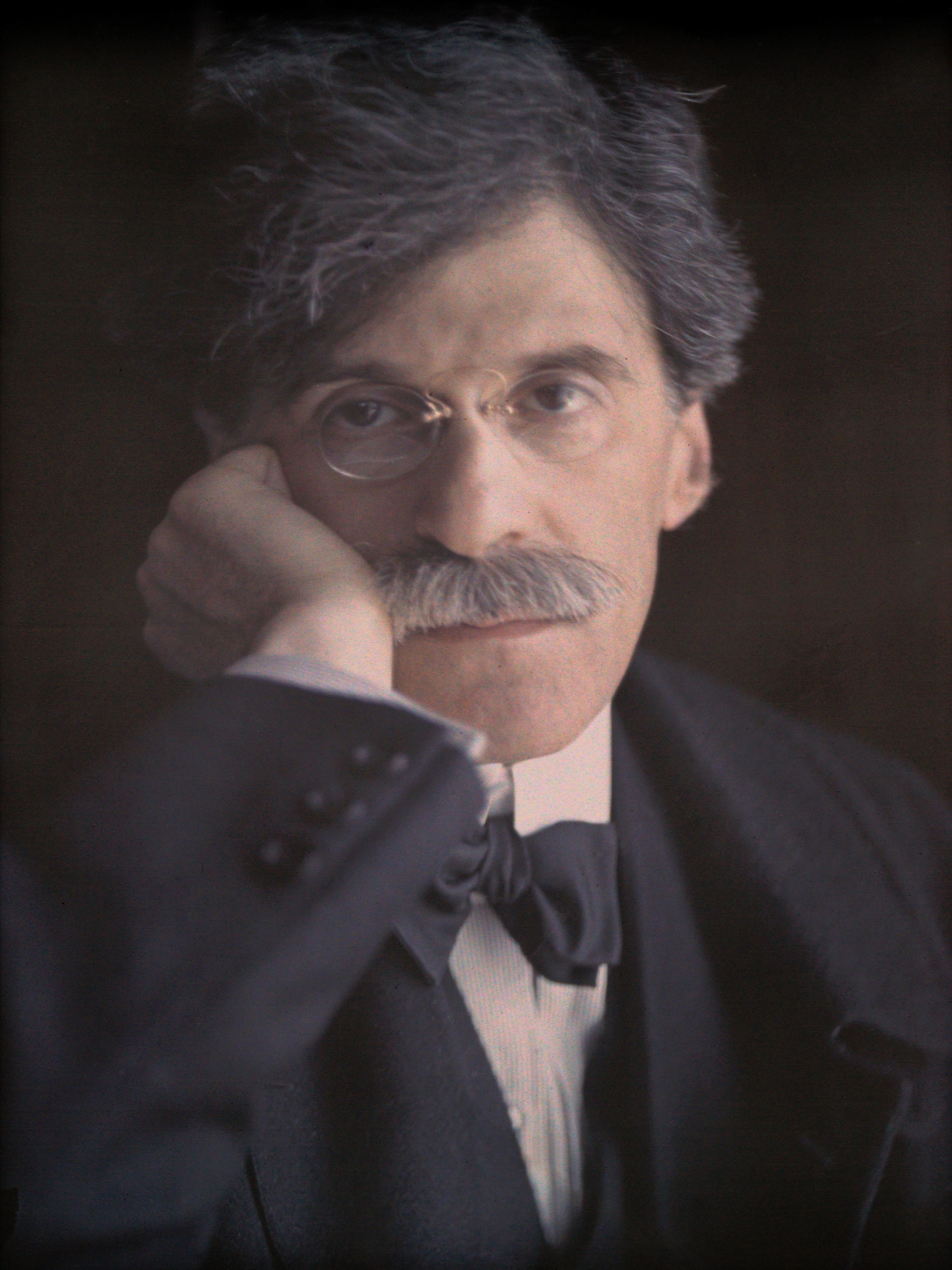
Autoportrait d'Alfred Stieglitz pris en 1907.

De retour aux Etats-Unis, Imogen Cunningham se rend à New York où elle visite la Galerie 291 créée par Alfred Stieglitz, ce dernier étant le photographe le plus influent de l'époque. Elle revient à Seattle courant septembre 1910, elle loue un cottage dans le quartier de First Hill où elle ouvre son studio spécialisé dans les clichés de portraits et de nus. Influencée par les préraphaélites, le pictorialisme, la poésie de William Morris et le mouvement de la Photo-Secession, elle vêt ses modèles de costumes exotiques sur des fonds forestiers. Elle devient membre de la Seattle Fine Arts Society (connu depuis 1946 sous le nom de The Art Institute of Seattle (en)). Avec le soutien de la Society of Seattle Artists elle expose ses clichés d'artistes et d'écrivains. La plupart de ces négatifs sont perdus, voire détruits lors de son emménagement à San Francisco,,.

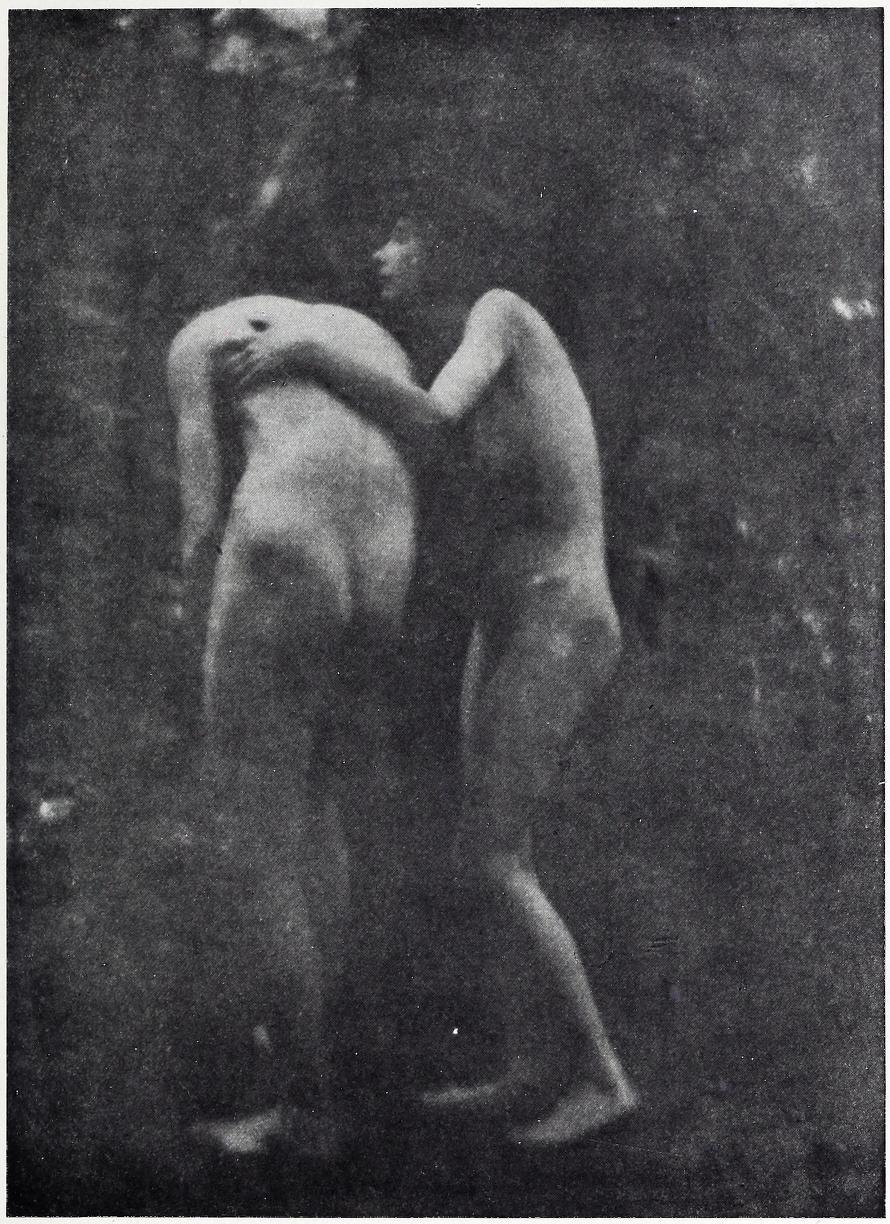
Eve Repentant cliché de Imogene Cunningham

En 1910, la publication de sa photo Eve Repentant, crée la controverse.

#### Le pictorialisme

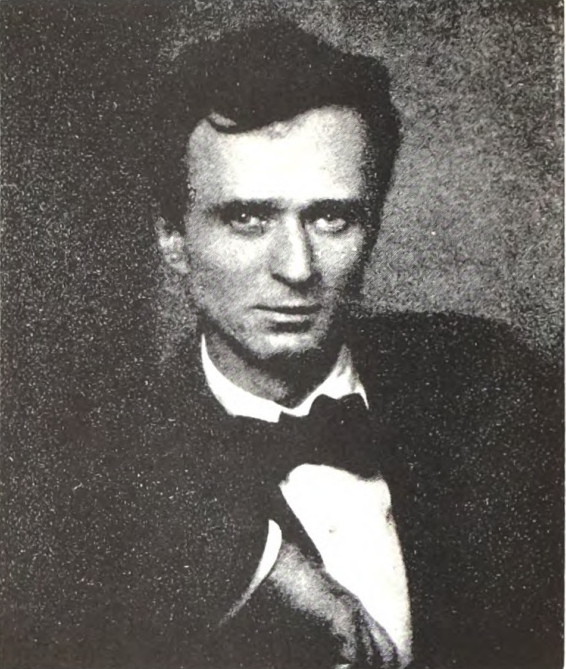
Autoportrait d'Edward Steichen.

Dès 1911, Imogen Cunningham fait sienne la citation d'Auguste Rodin « Je considère que Steichen est un très grand artiste, qu'il en est le leader, le plus grand photographe de notre temps ». Les photographes pictorialistes tels que Clarence Hudson White (en), George H. Seeley (en), Alice Boughton et Anne Brigman auront une grande influence sur son œuvre. Elle rejoint le mouvement dit de la Photo-Secession, dont les idées et photographies sont diffusées par la revue Camera Work elle y publie ses clichés Morning Mist et In Moonlight.
Son choix du Nu vient probablement de ses jeunes années où elle a suivi des cours de dessin et aussi de son séjour à Dresde où elle a pu visiter des expositions du groupe artistique Die Brücke dont les peintures ont pour thèmes les nus dans les paysages ou en train de se baigner et de se détendre. L'un de ses premiers clichés de nus Reflections représente un homme, une femme et un enfant sur la rive d'une rivière et est publié par le Town Crier (newspaper) (en) en 1915.

#### La théosophie
Son choix de représentations de la nature la conduit à s'intéresser à la théosophie dont l'une des croyances fondamentales est la quête du divin à travers une vision mystique de la nature. Elle suit l'enseignement d'une des adeptes de la Théosophie, Clare Shepard, qui prétend être une voyante. Imogen Cunningham lit les divers opuscules qu'elle rédige. Elle prend un cliché de Clare Shepard titré The Vision qui pour elle représente ses premiers pas dans la théosophie.

#### La féministe

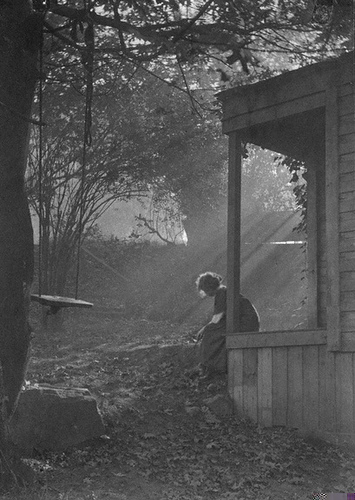
Morning Mist and Sunshine, cliché d'Imogen Cunningham.

En 1913, Imogen Cunningham publie un manifeste féministe Photography as a Profession for Women. Dans ce manifeste, elle fait preuve d'un engagement indéniable envers le féminisme, elle y lance un appel pour que les femmes puissent accéder à tous les emplois qu'ils soient artistiques, commerciaux, industriels, qu'elles ne soient plus cantonnées aux « 3 K » Kirche, Küche und Kinder (« Église, cuisine et enfant »). Pour elle la photographie ne pourrait être préemptée par les hommes, hommes comme femmes y ont des droits égaux,.

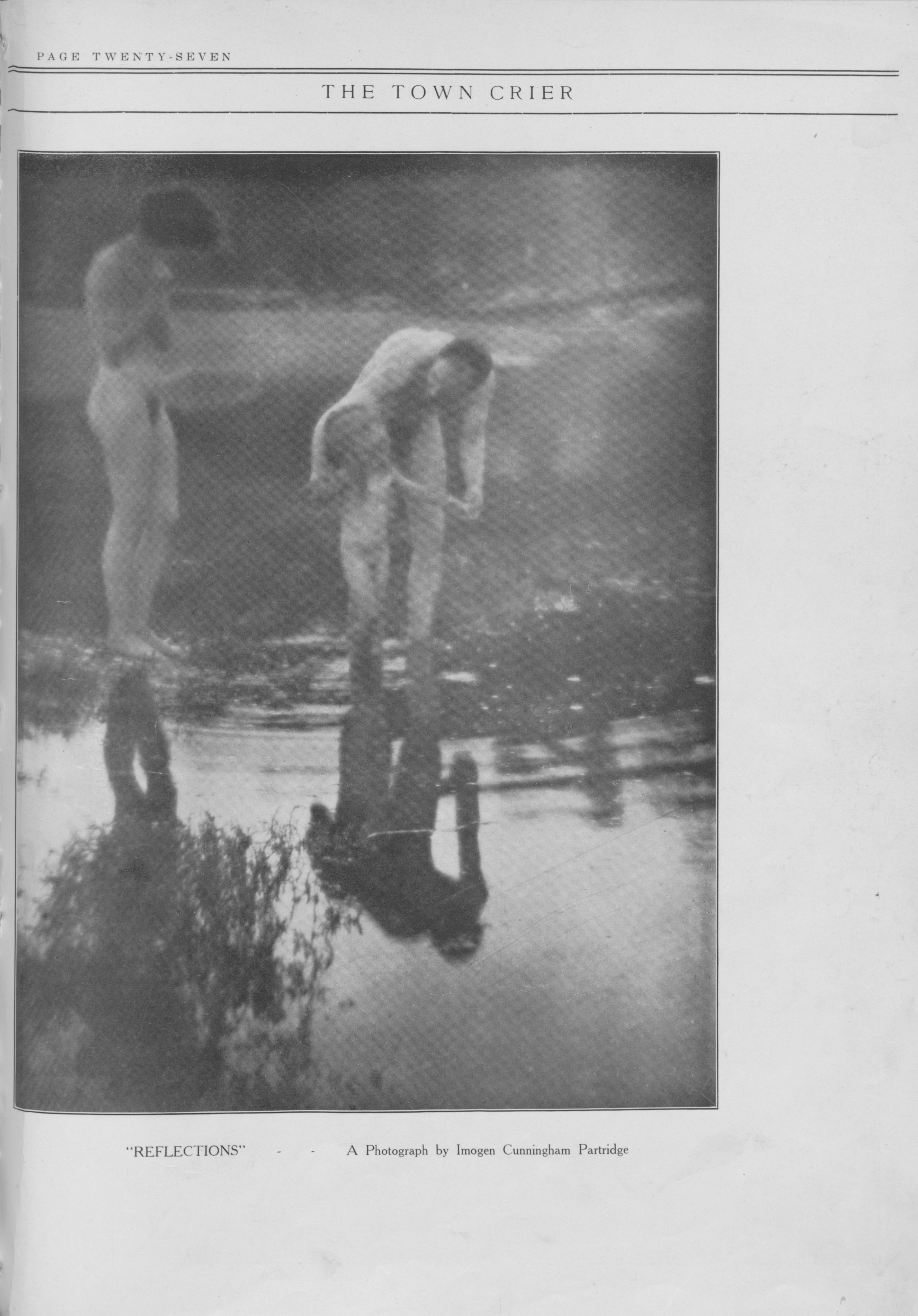
Reflections clichés d'Imogen Cunnigham publié en 1915 dans le journal Town Crier

#### Premières expositions

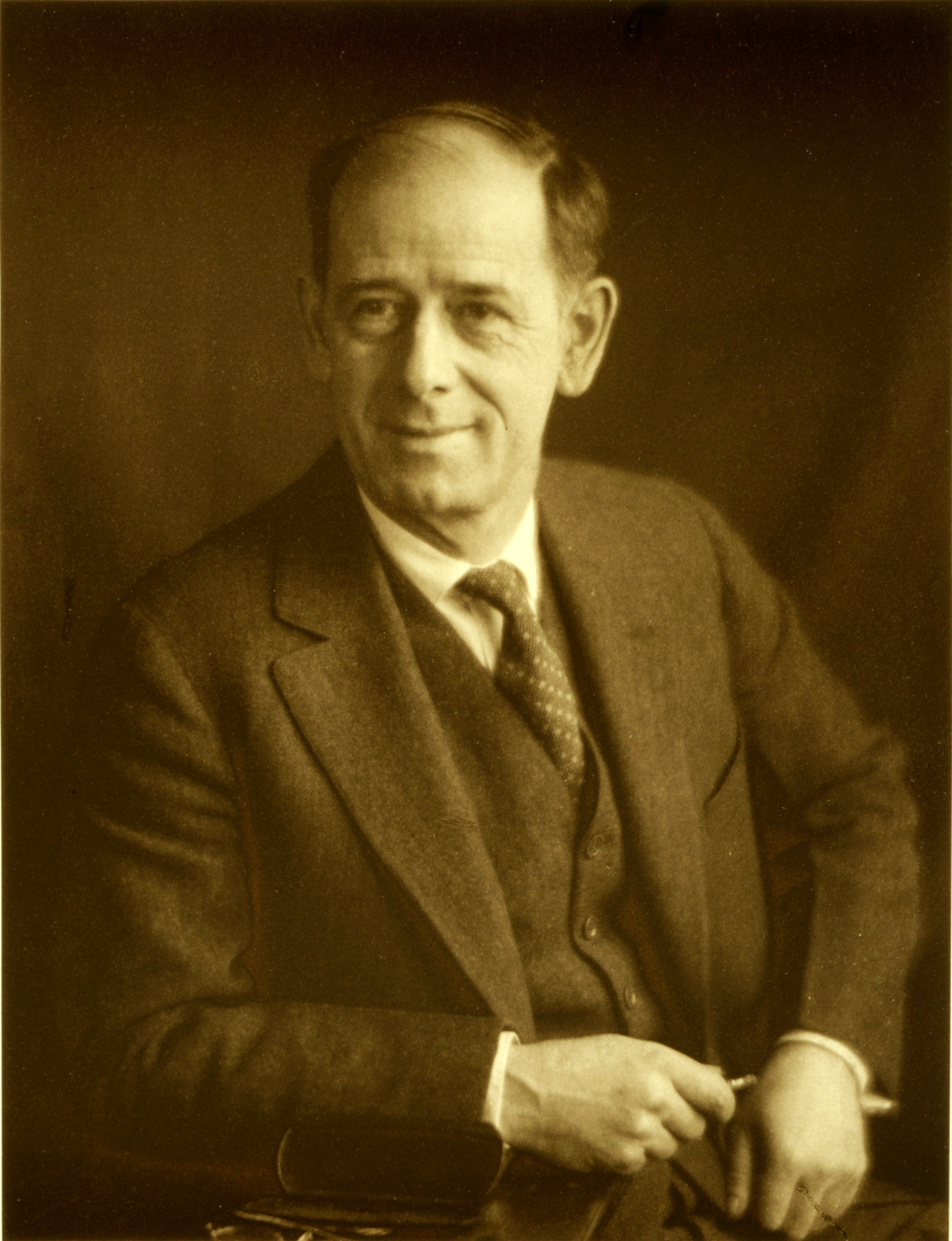
Portrait photographique de Clarence Hudson White.

En 1913, Imogen Cunningham écrit à Alvin Langdon Coburn s'il serait possible d'organiser une exposition de ses photographies à la Seattle Fine Arts Society. Coburn lui envoie une lettre de recommandation qu'elle présente ai photographe pictorialiste Clarence Hudson White (en), ce dernier lui répond non sans quelque dédain et poliment lui conseille de contacter Alfred Stieglitz, cela dit, il la recommande auprès du comité de rédaction du Wilson's Photographic Magazine et du magazine Platinum Print tous deux créés par Edward Livingston Wilson (en), ce dernier répond favorablement à Imogen Cunningham. En mars 1914 le Wilson's Photographic Magazine publie plusieurs de ses photographies avec des commentaires d'Alvin Langdon Coburn.
En 1914, ses premières expositions se tiennent au Portland Art Museum dans l'Etat de l'Oregon et au Brooklyn Institute of Arts and Sciences.

#### George Roy Partridge
Roi Partridge (en) est un ami de la théosophe Clare Shepard et de John Butler (artist) (en) qu'il a eu comme  étudiants, ce groupe se nomme la "Triad". En 1910, ils partent en Europe étudier à Munich puis à Rome et enfin à Paris durant l'année 1911. Alors que John Butler retourne aux Etats-Unis, Roi Partridge reste à Paris pour approfondir le métier de graveur. Dès qu'il retourne à Seattle, Imogen Cunningham et Clare Shepard organisent en 1913 une exposition des dessins et gravures de Roi Partridge. C'est à partir de ce moment que Roi Partridge et Imogen Cunningham commence à entamer une correspondance. Bien qu'ils ne se soient jamais rencontrés Roi Partridge développe une passion amoureuse envers Imogen Cunningham et lui propose le mariage. La cérémonie a lieu le 11 février 1915 dans le studio de John Butler,,.

#### Le Scandale
Imogen Cunningham engage Roy Partridge comme modèle, elle prend plusieurs photos ayant pour fond la côte nord du Pacifique, ils font une excursion au Mont Rainier, arrivés, Roy Partridge se déshabille et pose nu. La publication d'une de ces photos par le Town Crier intitulée The Bather représentant Roy Partridge dans une posture rappelant Narcisse crée un scandale tel qu'Imogen Cunningham retire le négatif de la circulation pendant cinquante ans,,,.
Imogen Cunningham n'est pas la seule à prendre des photos de nus sur fond de paysage, Anne Brigman fait de même mais avec des femmes nues souvent à cheval avec des visages angoissés rappelant les traditions mythiques aux interprétations allégoriques multiples. En revanche, Imogen Cunningham présente les corps sans détour.

#### San Francisco
En 1918, Imogen Cunningham a travaillé pour Francis Bruguière qui réside à San Francisco. entre deux voyages, elle expose dans la revue Camera Work l'esthétique de plusieurs artistes tels que Marius de Zayas ou Paul Strand. À la même époque, elle s'intéresse au mouvement futuriste et à d'autres artistes exposés lors de l'Exposition internationale de Panama-Pacific. Elle rencontre le collectionneur Frederic C. Torrey qui a acheté Nu descendant l'escalier de Marcel Duchamp dans sa résidence de Berkeley en Californie.

##### Fruitvale

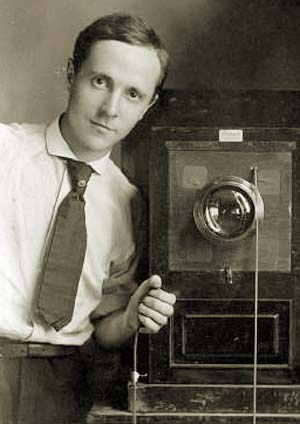
Edward Weston en train de prendre une photographie.

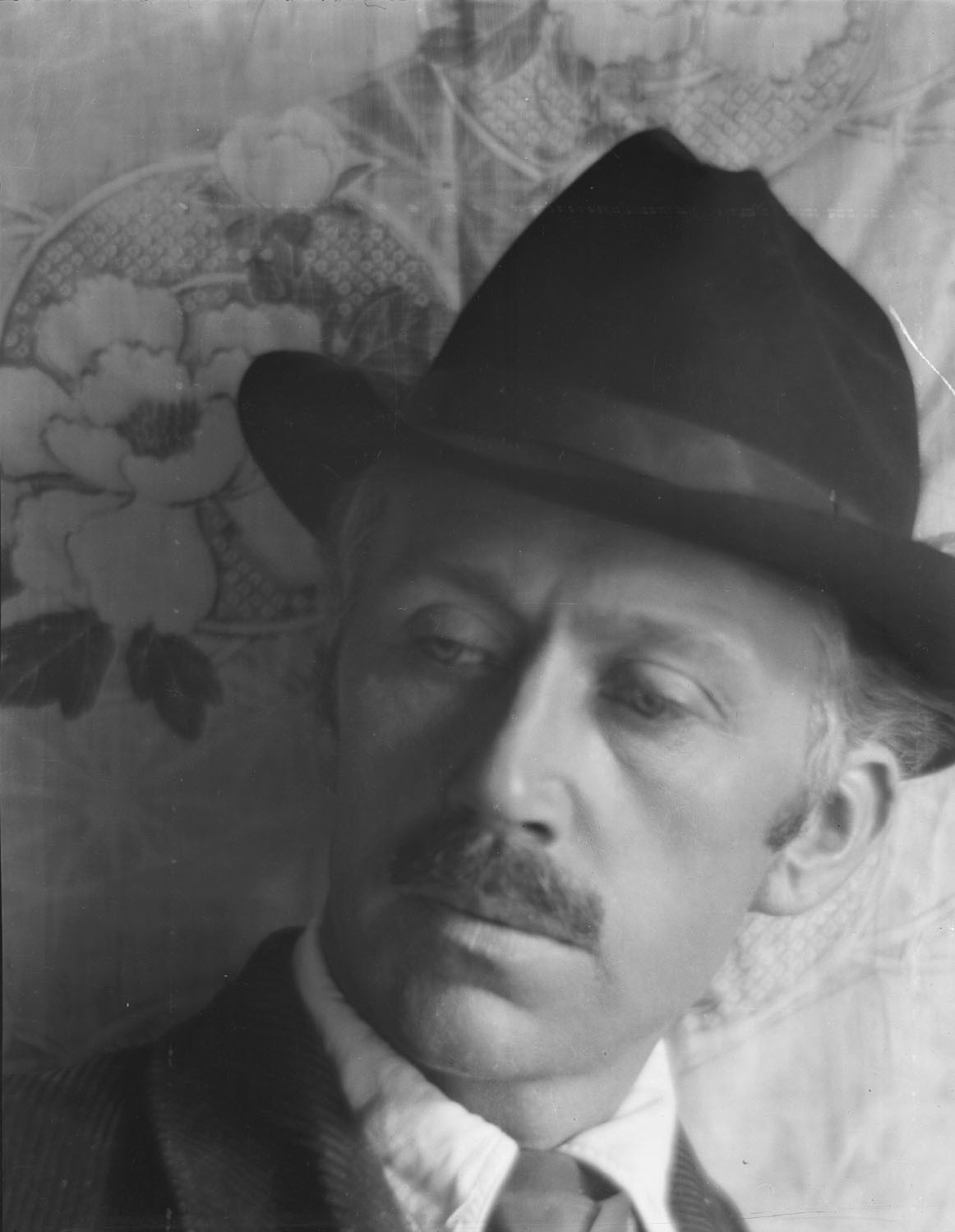
Photographie de Johan Hagemeyer prise aux environs de 1923,

Dans un premier temps, Imogen Cunningham et sa famille s'installent à Fruitvale, Oakland, California (en). Roy Partridge est embauché par le Mills College où il enseigne la peinture et le dessin. Ils font la connaissance de Maynard Dixon et Dorothea Lange et d'autres photographes résidant dans la baie de San Francisco. En 1920, Imogen Cunningham et Roy Partridge deviennent les amis de Edward Weston, de sa compagne Margrethe Mather (en), de Ansel Adams  et de Johan Hagemeyer (en). Avec Anne Brigman ils entament de longues discussions autour de l'esthétique de la photographie,,,.

##### Première commande commerciale
En 1921, le maitre de ballet Adolph Bolm demande à Imogen Cunningham de photographier sa compagnie de ballet. Pour cela elle fait venir la troupe sur le terrain en face du Palace of Fine Arts, ses clichés sont semblables à ceux pris par d'autres photographes publiés par Vanity Fair, tels que Adolf de Meyer, Maurice Goldberg (en) ou Arnold Genthe.

##### Nouvelles orientations

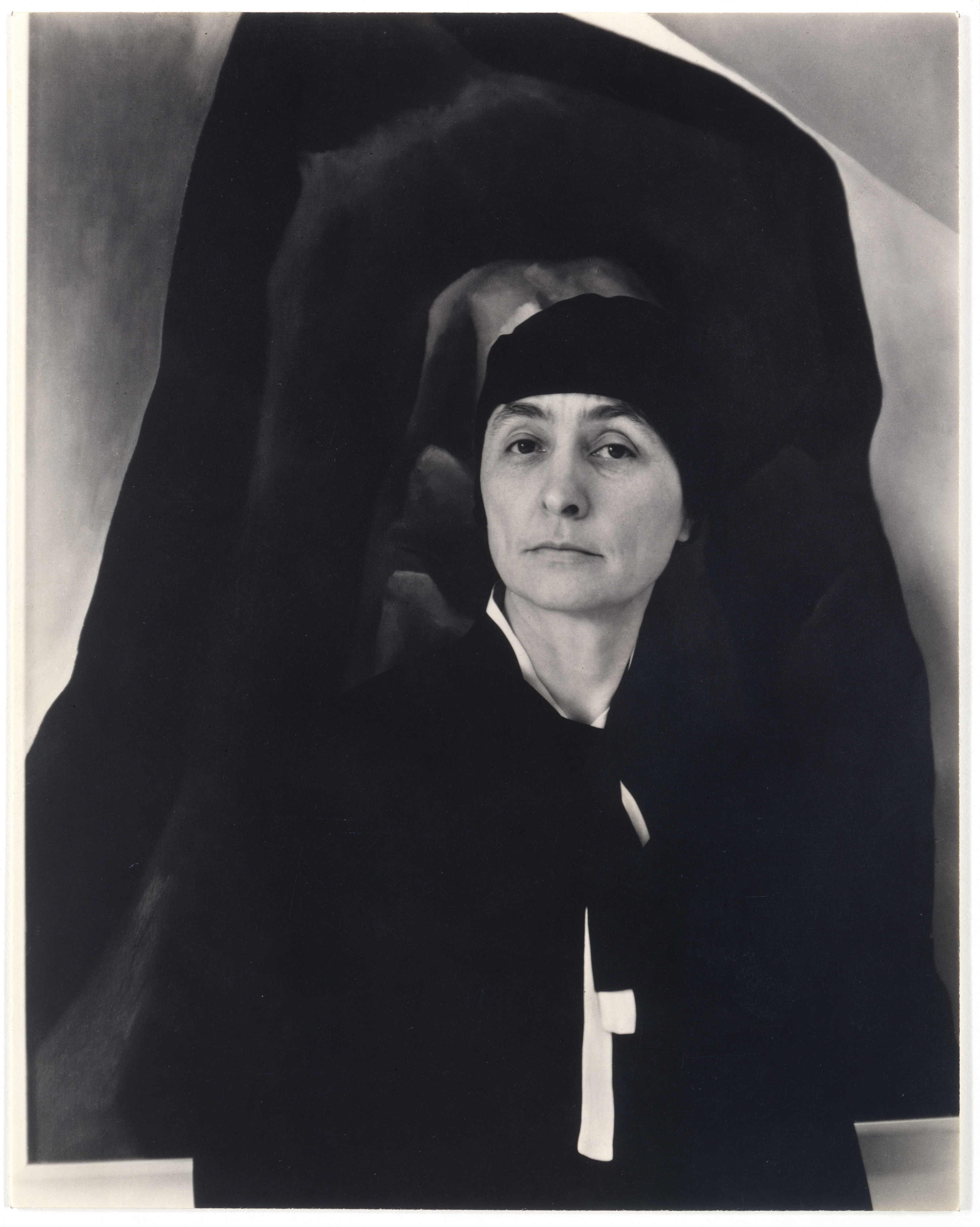
Photographie de Georgia O'Keeffe prise en 1930

À partir de 1923, Imogen Cunningham prend des clichés avec multiples expositions se rattachant au style de l'abstraction inspirés par les photographies de Alvin Langdon Coburn prises à l'aide du vortograph elles-mêmes liées au futurisme italien notamment par ses représentants comme Francis Picabia ou Fortunato Depero. Cela dit, elle se soucie également de plus en plus de la pureté de l'image de la mise en valeur des détails.

##### Photographies florales

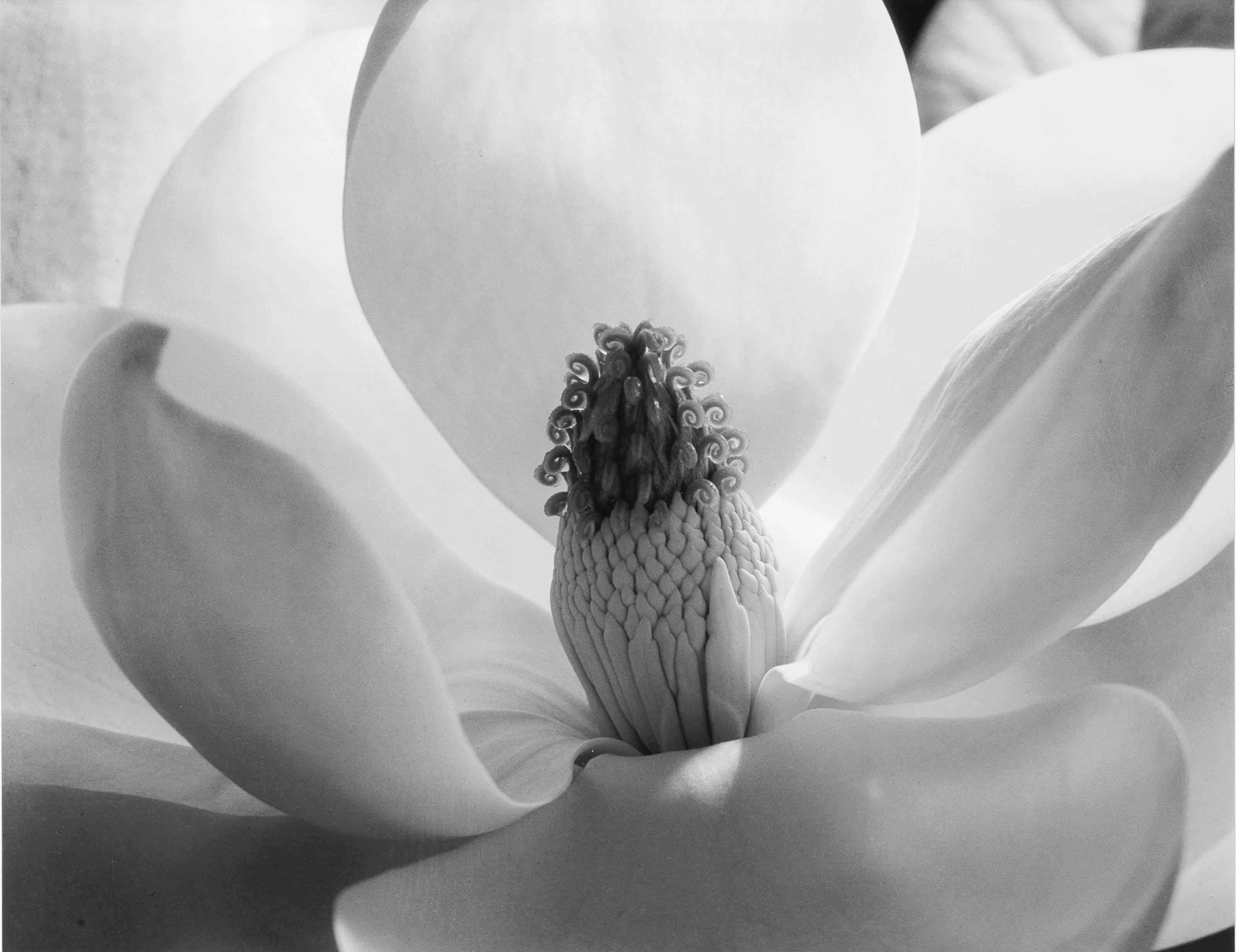
Magnolia Blossom, photographie de Imogen Cunningham.

Elle prend des clichés de fleurs, deux de celles-ci sont publiées par Vanity Fair en juillet 1923, ses photographies sont inspirées par les peintures florales de Georgia O'Keeffe et de Henrietta Shore, parmi les plus célèbres prises entre 1923 et 1925, il y a Magnolia Blossom surnommés Tower of Jewels. C'est James West qui l'a initiée à la botanique, elle l'a aidé pour la rénovation de l'University of California Botanical Garden (en). Elle photographie toutes les fleurs et fruits susceptibles de suggérer de l'érotisme,,.

##### La culture allemande
Imogen Cunningham maintient son intérêt envers la culture allemande, c'est pourquoi elle est abonnée à des revues telles que Deutsche Lichtbild-Gesellschaft (de) qui publie des photographies de Albert Renger-Patzsch l'un des membres influents de le nouvelle objectivité et de Karl Blossfeldt. Elle s'intéresse également à László Moholy-Nagy membre du Bauhaus.

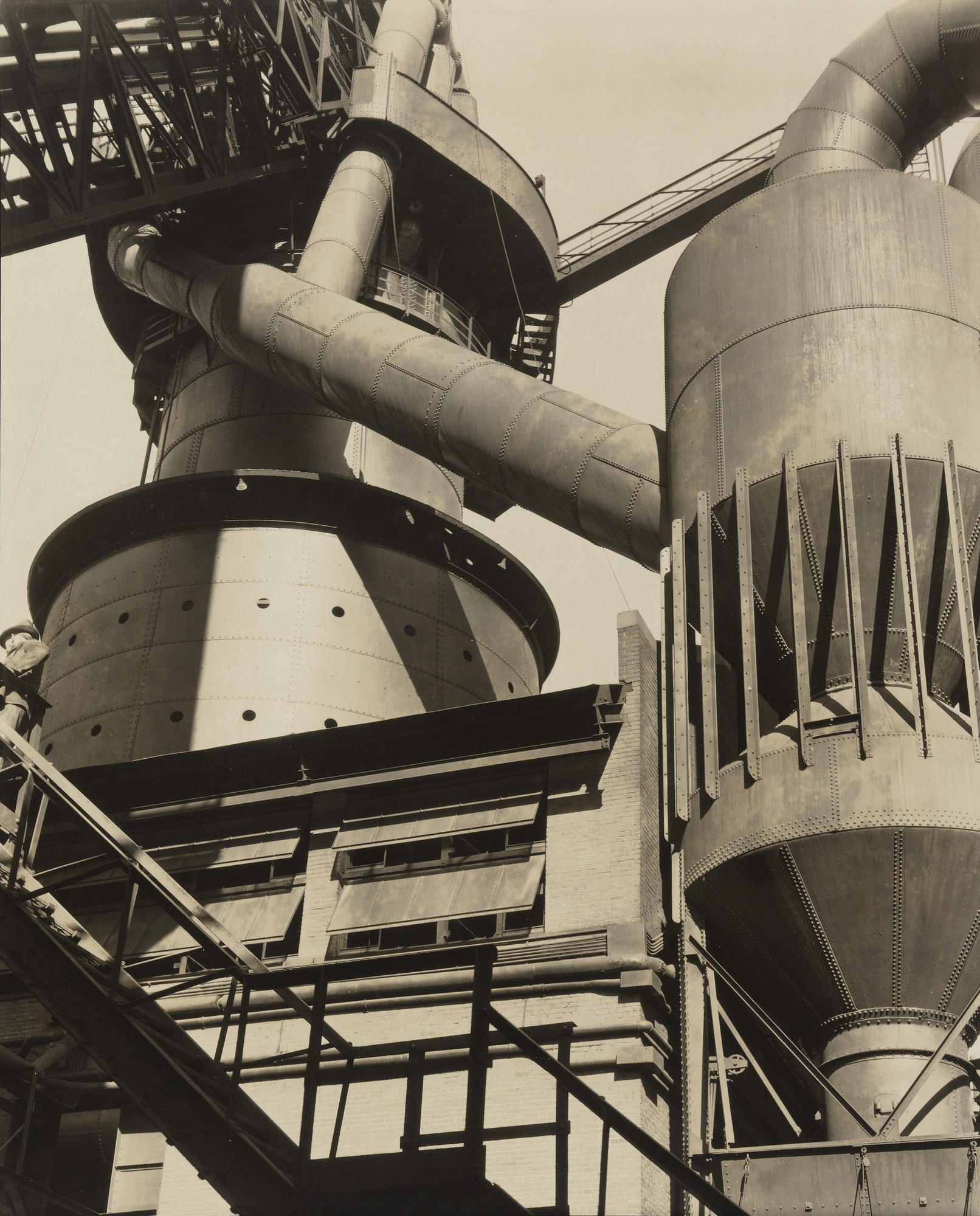
Photographie de l'usine Ford de River Rouge prise par Charles Sheeler.

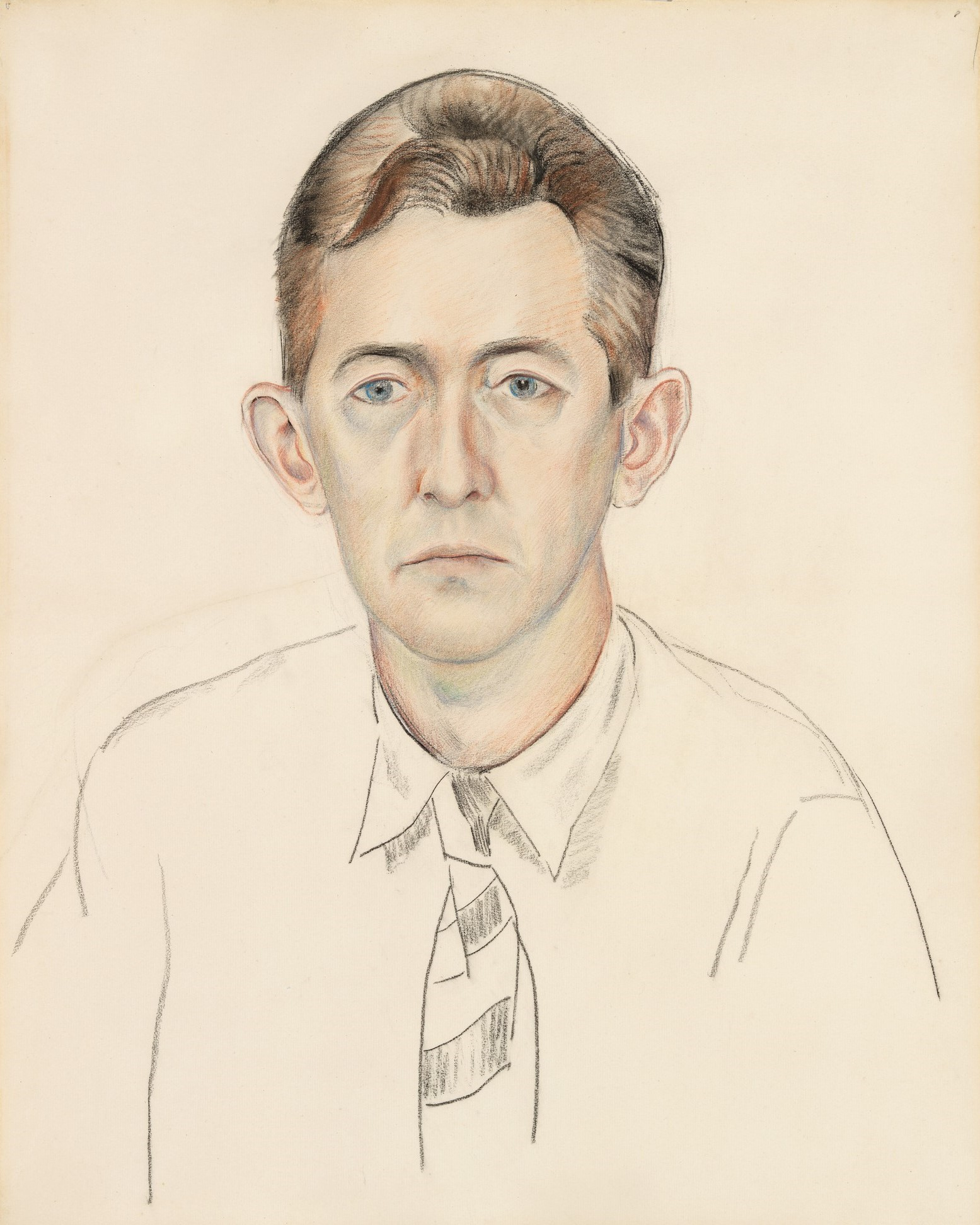
Autoportrait de Charles Sheeler.

Par conséquence, durant les années 1920, Imogen Cunningham se rapproche du Précisionnisme mouvement américain proche de la nouvelle objectivité, elle prend des photos de ce style, par exemple elle se rend sur Signal Hill où elle prend des clichés des puits de pétrole et également de produits manufacturés aux formes et volumes géométriques, clichés publiés par Vanity Fair. Dans le style du précisionnisme, il y a Charles Sheeler dont la photo des usines Ford à River Rouge sous titrée By their works, we shall know them (« C'est à leurs œuvres que nous les reconnaîtrons ») pour Charles Sheeler, cette usine est telle un monument public des Etats-Unis. Imogen Cunningham prend une série de clichés des divers sites industriels autour de Oakland, comme les usines Nabisco. L'angle des prises de vue font penser aux photographies de Alexandre Rodtchenko.
L'architecte, dans la mouvance du style international, Richard Neutra qui a migré d'Autriche pour s'établir aux Etats-Unis en 1925 désire organiser une exposition dédiée aux arts et la technologie qui se tiendrait à Stuttgart en 1929, titrée Film und Foto (de). Il demande à Edward Weston qui serait selon lui représentatif de l'avant-garde photographique, la réponse est Imogen Cunningham. C'est ainsi que dix de ses clichés sont retenus pour l'exposition Film und Photo aux côtés de ceux de Franz Roh, Max Burchartz (en), Herbert Bayer.

##### Rétrospective de décembre 1931
En 1930, Lloyd L. Rollins est nommé directeur du De Young Museum à San Francisco et du California Palace of the Legion of Honor, il y organise régulièrement des expositions de photographies. En novembre 1931, il expose une rétrospective consacrée à Edward Weston, puis en décembre 1931, il organise une rétrospective consacrée à Imogen Cunningham exposant 63 de ses clichés qui ouvre ses portes le 18 décembre 1931.

##### Photographier le mouvement

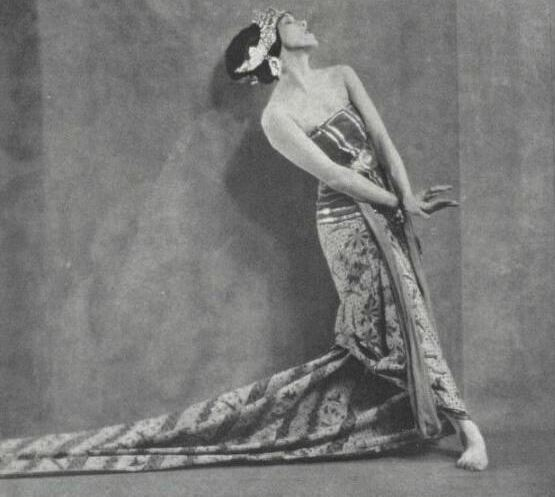
Photographie de Martha Graham prise en 1922

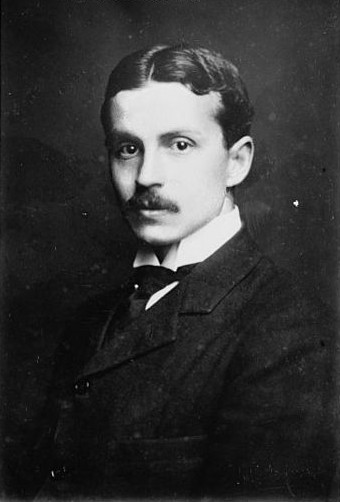
Portrait photographique de Frank Crowninshield.

En 1931, à l'occasion d'un diner à Santa Barbara, Imogen Cunningham fait la connaissance de Martha Graham, une ancienne élève de la Denishawn School, école de danse qui a profondément modifié la danse moderne par son expressionnisme aux  mouvements sont, entre autres, inspirés de peintures de Vassily Kandinsky. Toutes les deux se mettent d'accord pour que Imogen Cunningham photographie Marta Graham en train de danser. En une seule session d'une après-midi, 90 clichés sont pris, deux d'entre eux sont publiés dans le numéro du Vanity Fair de décembre 1931. Dans l'une des photos Martha Graham est photographiée torse nu.

##### Rénover Vanity Fair
Frank Crowninshield le directeur du groupe Condé Nast qui édite Vanity Fair, veut donner un nouveau style à ce magazine, l'ouvrir aux femmes de façon spécifique. Pour cela il entame des échanges avec Imogen Cunningham qui vient de soumettre un portrait photographique du violoncelliste Gerald Warburg l'époux de Natica Nast la fille de Condé Nast (businessman) (en).

##### Hollywood et la fondation du groupe f/64

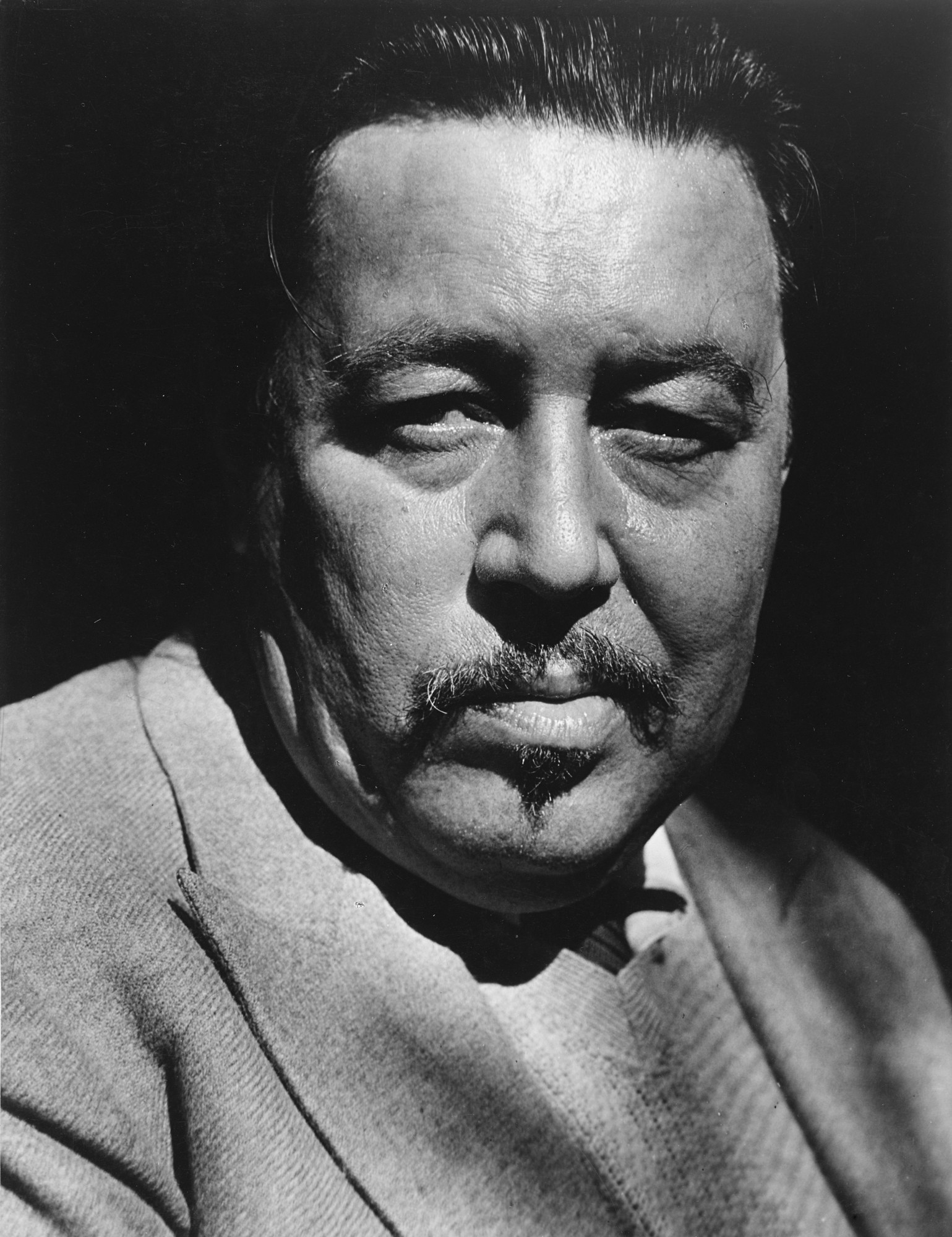
Warner Oland photographié par Imogen Cunnigham.

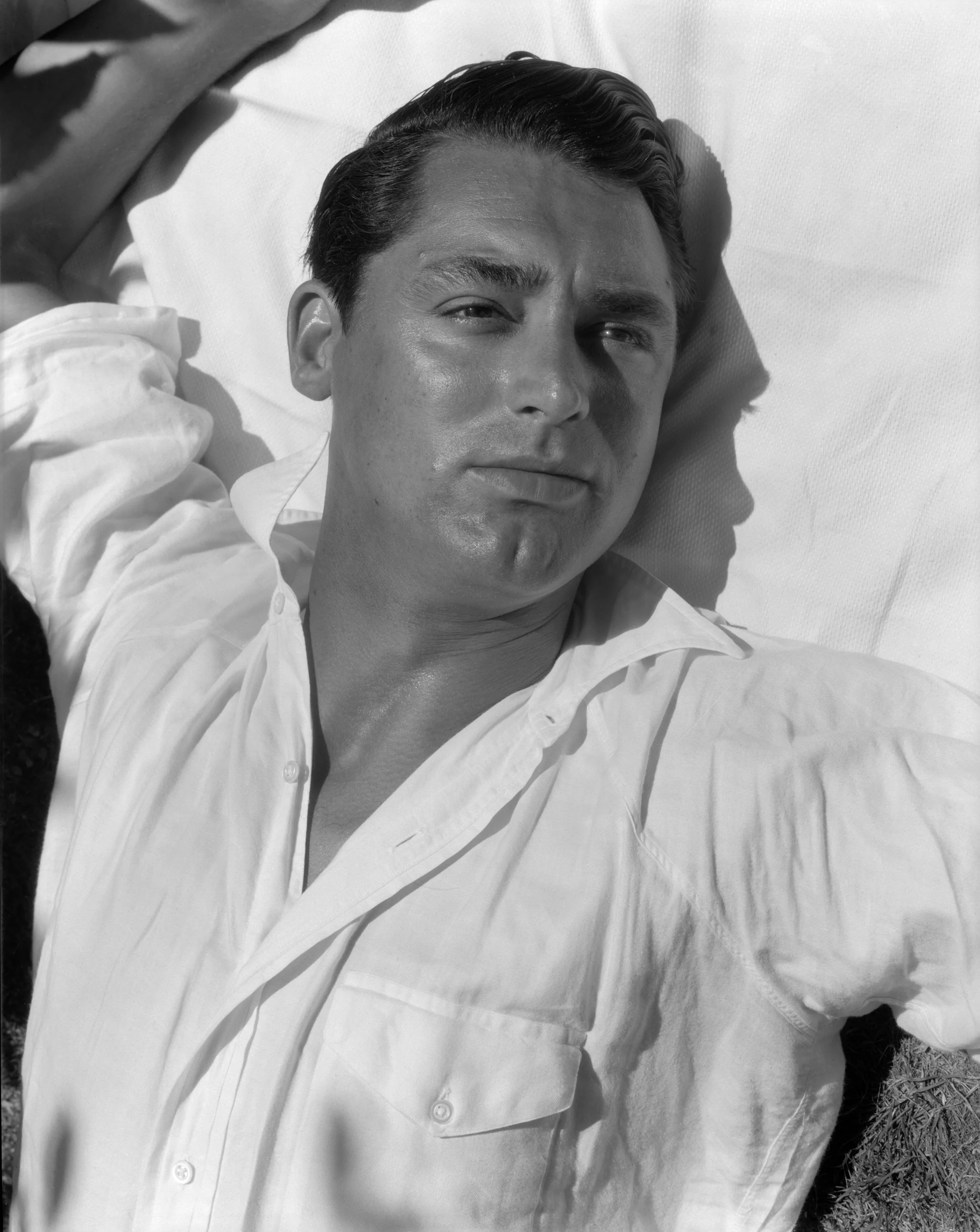
Cary Grant photographié par Imogen Cunningham.

Imogen Cunningham entame une correspondance avec Donald Freeman de directeur de la rédaction de Vanity Fair, qui la conduit à se rendre à Los Angeles pour photographier les stars de Hollywood, cela après avoir été réticente à l'idée d'entrer dans ce monde d'artificialité. C'est ainsi qu'entre 1932 et 1935 elle réalise des clichés de Joan Blondell, James Cagney, Ernst Lubitsch, Spencer Tracy , Warner Oland, Frances Dee et Cary Grant. C'est aussi à ce moment qu'elle rencontre à la fin de l'année 1932, des photographes résidant dans la région de la baie de San Francisco, partageant la même esthétique, la même conception de la photographie et décide avec eux de fonder le groupe f/64, parmi les autres fondateurs, il y a Ansel Adams, John Paul Edwards, Sonya Noskowiak, Henry Swift, Willard van Dyke et Clarence Hudson White. En 1932, le groupe f/64 organise sa première exposition au De Young Museum de San Francisco, très vite, le groupe devient non seulement une légende mais aussi une référence dans le monde de la photographie,,.

##### LaForeign Advertising Exposition
Imogen Cunningham s'intéresse de plus en plus aux clichés utilisant des procédés de surimpression tels que pratiqués par Edward Steichen ou Cecil Beaton. En 1932, elle se rend à l'exposition Foreign Advertising Exposition organisée par le De Young Museum de San Francisco qui présente les œuvres des photographes de l'avant garde européenne comme Florence Henri, György Kepes (en), Germaine Krull, László Moholy-Nagy. Prenant les leçons de cette exposition elle réalise  une série de photographies de présentation de l'actrice Laura La Plante.

#### New York
Allan Simms Lee du Vanity Fair, invite Imogen Cunningham à venir s'installer à New-York afin de faciliter leur collaboration. Départ auquel s'oppose Roy Partridge qui voit d'un mauvais œil son épouse prendre son indépendance, en juin 1934 il part pour Reno dans l'Etat du Nevada pour déposer une demande de divorce officielle.
Dès que Imogen Cunningham arrive à New-York elle rend visite à Alfred Stieglitz et à sa galerie et y prend 7 clichés de lui en compagnie de Georgia O'Keeffe. Elle parcourt divers quartiers comme Chinatown, Manhattan pour photographier la diversité des classes sociales. Une agence de communication la contacte pour qu'elle se rende dans l'Upper East Side rendre visite Sara Roosevelt, la veuve du défunt James Roosevelt I, la mère de Franklin Delano Roosevelt pour la photographier. Pour montrer les contrastes de cette ville, elle photographie des sans-abris dans leur sommeil à proximité du pont de Queensboro. Elle nomme ces clichés les Stolen pictures (« Photos volées »). Elle voyage pour se rendre à Washington pour visiter la Freer Gallery of Art, musée dédié à l'art asiatique, puis elle continue sa route jusqu'à Hume, Virginia (en) où habitent son ami d'enfance John Butler et son épouse Agnes. Lors de cette halte elle photographie la propriété des Butler, les ouvriers agricoles qui y travaillent, les boutiques du village et les familles d'Afro-Américains qui habitent à proximité. Enfin elle fait un détour pour Oakland pour finaliser la procédure de divorce d'avec Roi Partridge.

#### Retour en Californie
À la suite de son divorce, Imogen Cunningham quitte New-York pour s'installer à Oakland dans l'Etat de la Californie,.

##### L'avènement du documentaire photographique

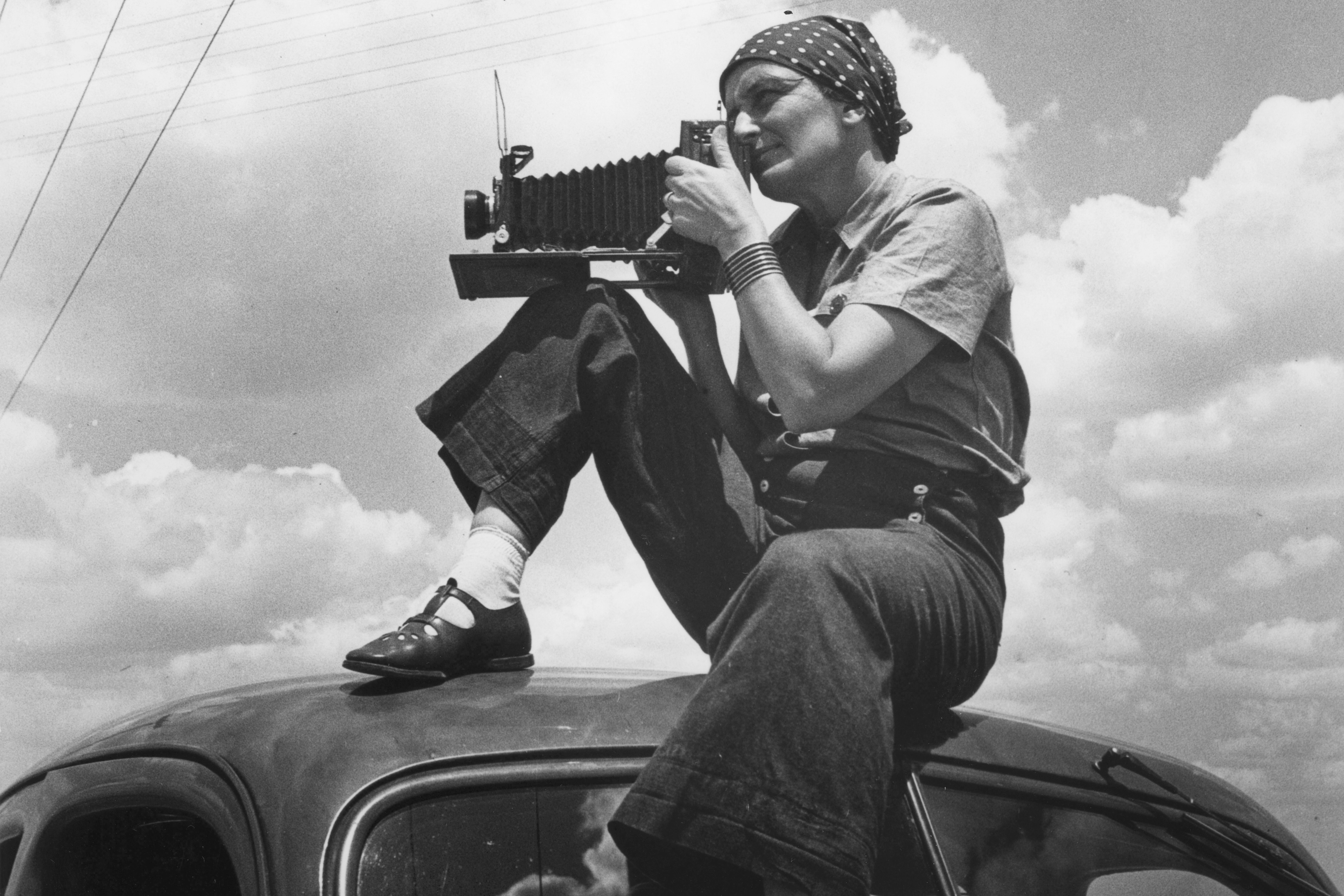
Dorothea Lange photographiée en 1935, dans les plaines du Texas.

Le travail photographique réalisé par Imogen Cunningham aussi bien à New York qu'à Hume relève d'un nouveau genre le documentaire photographique, dont elle est une des fondatrices avec son amie Dorothea Lange et son époux Paul Schuster Taylor (en), elles sont suivies par d'autres photographes de la région de la baie de San Francisco, Willard van Dyke, Preston Holder et Mary Jeanette Edwards.

##### Photographier l'actualité
Imogen Cunningham continue de travailler ponctuellement pour le Vanity Fair jusqu'en 1936, date de sa faillite. Entre temps, en 1934, elle photographie l'auteur Upton Sinclair pendant sa campagne pour devenir le gouverneur de la Californie dont le thème est l'élimination de la pauvreté. En 1935, elle réalise une série de clichés de Herbert Hoover quand il s'en retourne à Palo Alto en Californie après sa défaite de l'élection présidentielle de 1932. Elle photographie également Gertrude Stein durant sa tournée à travers les Etats-Unis pour faire la promotion de son dernier livre Lectures in America. Pour plusieurs de ces clichés Imogen Cunningham utilise le procédé de la double exposition.

##### Nouvelles commandes
En 1935, Le Mills College demande à Imogen Cunningham de prendre en photo les artistes et professeur qui y donnent des conférence comme Amédée Ozenfant, Lyonel Feininger, José Limón, Helene Mayer. Puis c'est Nellie Cornish (en) la fondatrice du Cornish College of the Arts (en) qui lui demande à participer à la confection d'un catalogue qui ferait la promotion des spécialités enseignées au sein du collège. 

##### Le magazineLifeet le développement du documentaire photographique

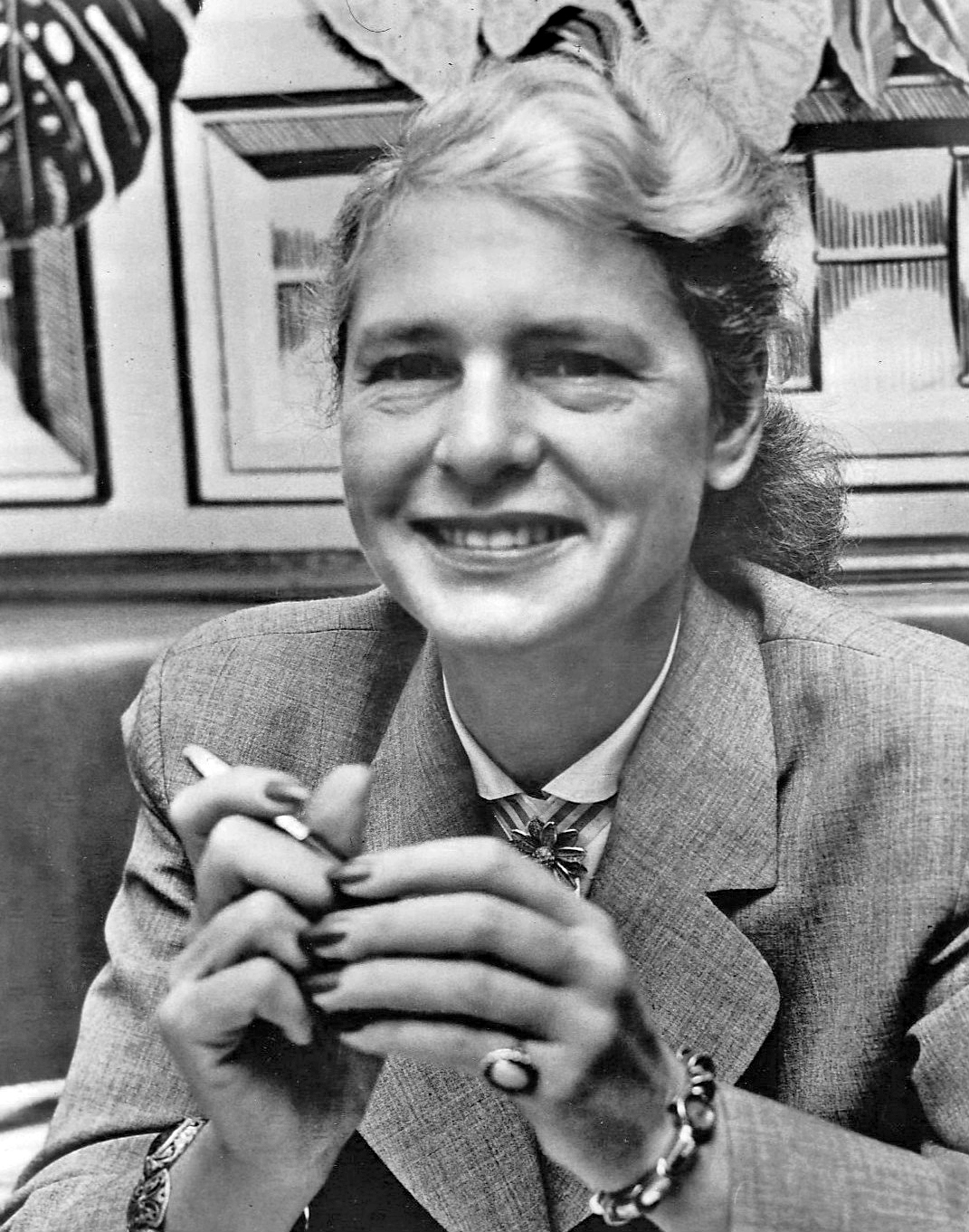
Margaret Bourke-White photographiée en 1955

En 1936, Henry Luce le nouveau propriétaire du Life magazine transforme cet hebdomadaire en donnant la part belle au photojournalisme, c'est ainsi que la une de son numéro du 23 novembre 1936 est une photo du barrage de Fort Peck issu de l'article réalisé par Margaret Bourke-White,.  

##### Photo de sites industriels
De son côté Imogen Cunningham réalise divers documentaires photographiques, l'un sur la raffinerie de la Standart Oil à Richmond, un autre sur la scierie de la Weyerhaeuser dans l'Etat de Washington,  un autre sur minoterie de Pondosa, Oregon (en) et enfin sur le Boulder Dam.
Elle prend des clichés du dôme de l'Observatoire Lick situé au sommet du mont Hamilton, puis elle s'en retourne à Oakland dont les quais du front de mer deviennent une source d'inspiration pour son activité industrielle. Avec son Graphlex elle prend des photos des passagers qui prennent le ferry pour aller de Oakland à San Francisco. Elle longe la voie dite de The Embarcadero et Market Street, pour les photographier ainsi que les autres passants, les boutiques, les reflets sur les volets et pour cela, elle utilise plusieurs pellicules photographiques. Mécontente des résultats elle abandonne son appareil photo pour un Zeiss Ikon Super Ikonta qui avec son Rolleiflex est l'appareil qu'elle utilise jusqu'à la fin de sa vie.

##### La seconde Guerre mondiale
En 1942, avec l'entrée en guerre des Etats-Unis, Imogen Cunningham doit faire face aux restrictions touchant notamment le matériel photographique et aux difficultés financières inhérentes. Pour cela elle loue sa maison d'Oakland pour aller louer un petit cottage plus modeste avec son fils Rondal "Ron" sur la Colby Street à proximité de Berkeley.
De nombreux soldats viennent s'y faire photographier avant de partir pour le front.
Elle parcourt les rues prendre des Stolen pictures (« Photos volées ») à l'aide de son Rolleiflex, notamment prendre des photos des oiseaux qui chantent sur les arbres du Washington Square (San Francisco) (en), de l'entrée du quartier de Chinatown, des policiers de l'United States Navy qui montent la garde devant les bordels et autres saloons du port.

##### L'après guerre
En 1946, Imogen Cunningham vend sa maison d'Oakland pour acheter un cottage à San Francisco et finalement s'installer dans le quartier de Russian Hill. Non loin de la California School of Fines Arts (« École des beaux-arts de Californie ») où en 1946 s'est ouvert le département photographie. Dans cette école enseigneront Ansel Adams en 1946, puis Minor White en 1947.  Imogen Cunningham comme Dorothea Lange, Ansel Adams, Edward Weston, Evsa Model (l'époux de Lisette Model) y sont invités en tant que chargés de cours. De façon plus spécifique, Imogen Cunningham y donnera des cours de 1947 à 1950. 

##### Nouvelles amitiés
Imogen Cunningham se rapproche de Lisette Model dont elle devient une amie. Cette dernière a photographié des personnalités telles que Robert Oppenheimer, Henry Miller, Robinson Jeffers, Darius Milhaud, clichés accompagnés par de brèves biographies rédigées par Dorothea Lange, Edward Weston, Ansel Adams, photographies publiées dans le numéro du Harper's Bazaar de février 1947. 
Dans les années 1950, Imogen Cunningham se rapproche du peintre Morris Graves (en), ce dernier est également connu pour être un objecteur de conscience, il a refusé de porter les armes durant le seconde Guerre mondiale, refus qui lui a valu une peine d'emprisonnement. Elle lui rend visite dans sa résidence dans les environs de Seattle. L'intérêt que porte Imogen Cunningham  à la poésie la conduit à développer une relation d'amitié avec la poète Ruth Witt-Diamant (en) qui a fondé en 1956 le  San Francisco State University Poetry Center (« Centre de poésie de l'Université d'État de San Francisco »), avec Robert Duncan elle y fait intervenir divers poètes tels que Marianne Moore, Stephen Spender, Theodore Roethke, Muriel Rukeyser (en) ; à chaque intervention de ces derniers elle demande à Imogen Cunningham de les photographier. 

##### Féminisme
Dans les années 1950, sa représentation des femmes qui travaillent tout en étant également des femmes qui gèrent leur foyer sont célébrées comme le montre la photographie de Ruth Asawa en train de sculpter avec ses enfants aux alentours ou le cliché d'un mère pauvre protégeant ses enfants.
Imogen Cunningham durant cette période adhère à la San Francisco Women Artists (en), cependant elle refuse de se laisser cataloguer comme "féministe", mais elle se prononce clairement pour l'égalité des droits civiques et droit de vote des femmes. 
Alors que sous l'ère de la présidence de Dwight D. Eisenhower  le sujet des femmes enceintes est prohibé dans les média, Imogen Cunningham prend un cliché de son amie Merry Renk (en) nue et enceinte. Elle prend également une série de photographies de Muriel Rukeyser pendant la grossesse de on premier enfant.    

#### Photographier l'Europe

##### Premier voyage
Après le succès de son exposition Documents of the Street (« Documents de la rue ») qui s'est tenue à New-York en 1956, Imogen Cunningham décide de partir pour l'Europe pour y photographier les paysages, sites historiques et les intérieurs des habitations d'auteurs littéraires, sans photographier les personnes concernées mais en suggérant leur présence. À l'instar du recueil de photographies Literary Britain par Bill Brandt et un peu comme Eugène Atget qu'elle cite souvent lors de ses conférences. Le 29 mars 1960 elle s'embarque pour l'Europe avec son assistant Edgar Bissantz. Une fois arrivée au port de Bremerhaven, elle entreprend une tournée de l'Europe qui la fait passer par Berlin, Munich, Paris et Londres , à chaque fois elle prend des clichés des rues, des passants, de l'environnement. elle en profite pour s'arrêter à Leuscheid (en) pour rendre visite à son collègue le photographe August Sander afin d'échanger sur leurs conception de la photographie. 
Arrivée à Paris, elle achète plusieurs numéros du magazine Photography  dans lequel est publié un article sur elle, signé par Norman Hall, article qui lui est favorable. Puis elle est invitée par Hazel et Paul Strand prendre le thé dans leur maison sise à Orgeval. 
Puis elle part pour le Royaume-Uni prendre des photos sur le site de Stonehenge et d'autres sites historiques. Puis elle retourne aux Etats-Unis en juillet 1960. 

##### Second voyage
En octobre 1961 Imogen Cunningham accompagnée de son amie Florence Alston Swift, la veuve du photographe Henry Swift, entreprend un second voyage en Europe. Elle visite   la Norvège, la Finlande, la Suède, le Danemark, la Pologne pour finir son périple à Paris en France. Ses photographies ont pour sujet la vie des rues, les boutiques, les marchés, les scènes de restaurants, et des jumeaux avec toutes les nuances possibles comme on peut le voir dans la photographie Identical Twins prise par Diane Arbus.
Elle rend une dernière visite à Man Ray et prend une série de photos de lui dans son appartement.

#### Retour aux Etats-Unis

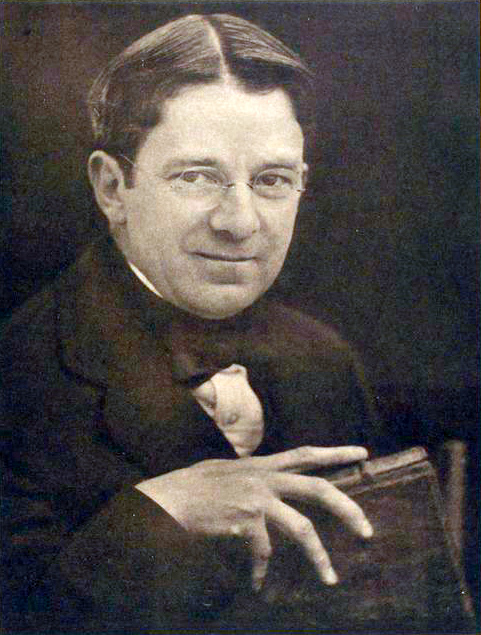
Portrait d'Alvin Langdon Coburn.

De retour chez elle Imogen Cunningham fait publier plusieurs de ses photographies au sein de diverses revues. Celles-ci sont louées par Alvin Langdon Coburn dans un article du magazine Aperture, de son côté un enseignant de photographie, George Craven de la région de la baie de San Francisco écrit au sujet des photographies d'Imogen Cunningham qu'elle nous permettent to grow in vision, wisdom and love. If one recognizes this love is the matrix from which all her art has developed, the past is clearly revealed  and the future can be forecast with lively anticipation. For art, Stieglitz reminded us, is the affirmation of life, and the evidence of life is everywhere, including  Imogen (« grandir en vision, en sagesse et en amour. Si l'on reconnaît que cet amour est la matrice à partir de laquelle toute son œuvre s'est développée, le passé se révèle clairement et l'avenir se laisse présager avec une vive anticipation. Car l'art, nous rappelait Stieglitz, est l'affirmation de la vie, et la preuve de la vie est partout, y compris en Imogen. »).

##### Dernières photos
Les derniers clichés de Imogen Cunningham ont pour sujet les diverses manifestations du mouvement des droits civiques et le mouvement des communautés hippies qui se développent dans le quartier de Haight-Ashbury, elle y photographie des couples d'étudiants de l'université d'État de Humboldt en train de faire l'amour. Elle photographie également des marches contre la guerre du Viêt-Nam à laquelle est opposée. 

##### Dernière exposition
En août 1971 se tient au San Francisco Art Institute une exposition consacrée à Imogen Cunningham.

#### Fin de vie
Imogen Cunningham fête ses 90 ans le 14 avril 1973 avec plus d'une centaine de personnes dans un champ à proximité du parc du Golden Gate.
Après avoir été admise au Saint Francis Memorial Hospital (en) de San Francisco, Imogen Cunningham meurt de vieillesse le 23 juin 1976. Peu après se tient une célébration publique de son décès au parc du Golden Gate, pour l'occasion le San Francisco Chronicle invite ses lecteurs à venir pique-niquer, éventuellement avec leurs instruments de musique, appareils photos, caméras et frisbees,,.

### Vie privée

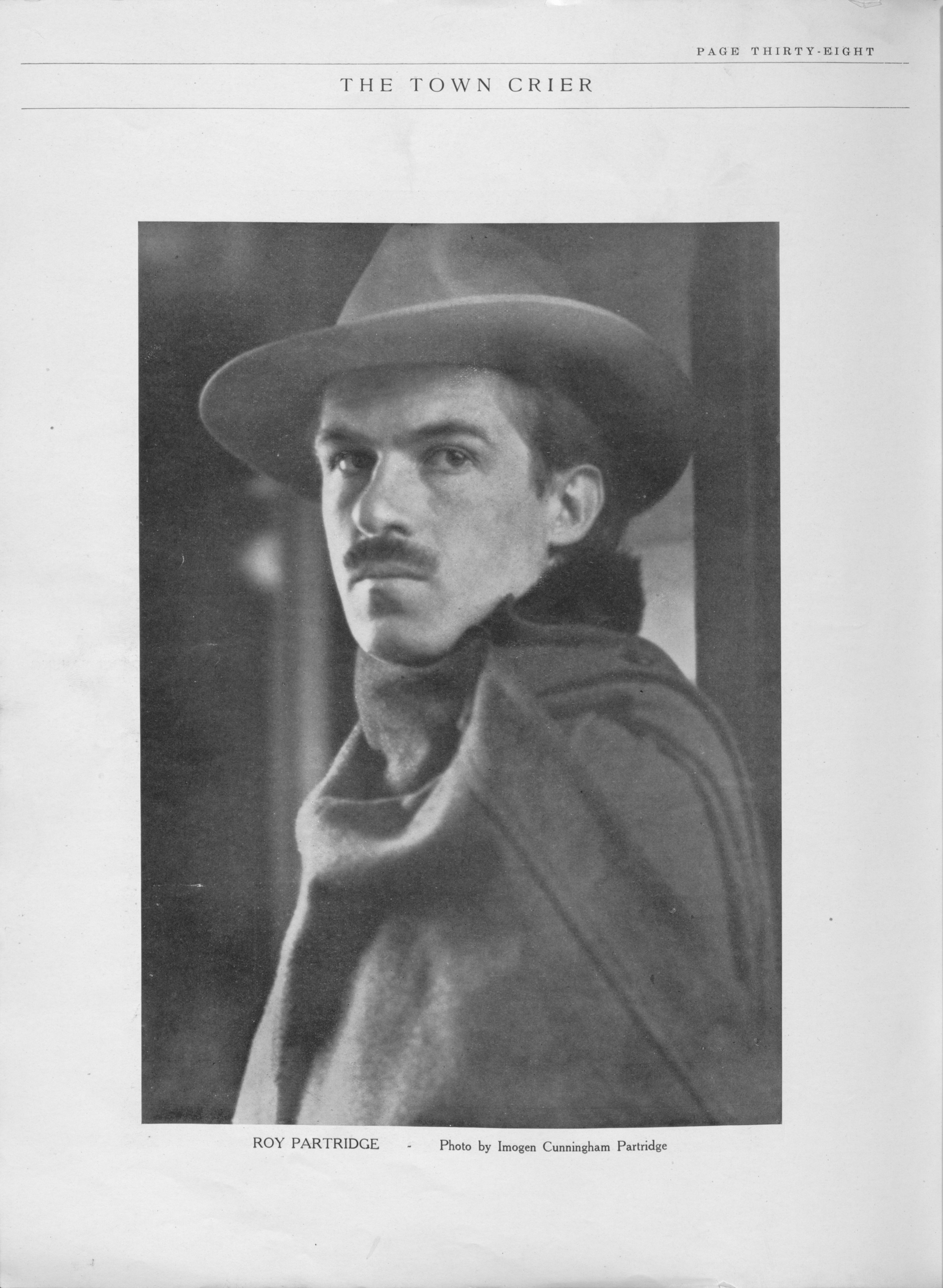
The Town Crier, Roi Partridge par Imogen Cunningham.

Le 11 février 1915 Imogen Cunningham épouse Roi Partridge, le couple divorce en juin 1934,.
Le 18 décembre 1915, elle donne naissance à un fils Gryffyd puis le 4 septembre 1917, elle donne naissance à des jumeaux Rondal et Padraic,. 

## Œuvres
- (en-US) Decorative Painting on Wood, Stone Mountain, Géorgie, Cunningham Art Products, 1970, 32 p. (OCLC 13752131),
- (en-US) Photographs (préf. Margery Mann), Seattle, Etat de Washington, University of Washington Press, 1970, 128 p. (ISBN 9780295954523, OCLC 726159525),
- (en-US) Imogen ! : Imogen Cunningham Photographs 1910-1973 (préf. Margery Mann), Seattle & Londres, University of Washington Press, coll. « Index of art in the Pacific Northwest » (no 7), 1974, 110 p. (ISBN 9780295953335, OCLC 828338),
- (en-US) After Ninety (préf. Margaretta Mitchell), Seattle, Etat de Washington, University of Washington Press, 1977, 112 p. (ISBN 9780295955599),
- (en) Imogen Cunningham : The Modernist Years, Tokyo, Taro Kaneda, coll. « Masterphoto », 1993, 72 p. (ISBN 9784845708352, OCLC 29672232),
- (en-US + de) Imogen Cunningham : The Poetry of Form / Die Poesie Der Form, Schaffhausen, Suisse, Edition Stemmle, 1994, 95 p. (ISBN 9783905514070, OCLC 777329919),
- (en-US) Flora, Boston, Massachusetts, Little, Brown and Company (réimpr. 2001) (1re éd. 1996), 160 p. (ISBN 9780821222218, OCLC 34611907),
- (en-US) On the Body (préf. Richard Lorenz), Boston, Massachusetts, Little, Brown and Company, 1998, 168 p. (ISBN 9780821224380, OCLC 738616500),
- (en-US) Imogen Cunningham 1883 - 1976, Cologne, Allemagne, Taschen, 2001, 251 p. (ISBN 9783822871829, OCLC 47892628),
- (en-US) Mother's days, New York, Little Bear Press, 2002 (ISBN 9780970574527, OCLC 55625612),

## Expositions
Plusieurs musées exposent de façon permanente ou temporaire des photos de Imogen Cunningham :

### Exposition permanente
- Le Musée d'Art moderne de San Francisco[51],
- Le J. Paul Getty Museum[52],
- L'Art Institute of Chicago[53],
- Le Smithsonian American Art Museum[54],
- Le Museum of Modern Art[55],
- La National Gallery of Art [56],
- Le Musée d'art Nelson-Atkins[57],
- Le Musée des beaux-arts du Canada[58],
- Le Kunstindeks Danmark (da)[59],
- Le Musée national centre d'art Reina Sofía[60],
- Le Musée national du Victoria[61],

### Expositions temporaires
- Le Florida Art Institute de Naples en Floride du 26 avril 2025 au 3 aout 2025[62]

## Prix et distinctions
- En 1967, Imogen Cunningham est élue membre de l'American Academy of Arts and Sciences, devenant la seconde femme à en devenir membre après Martha Graham[63],[64].
- En 1970, le réalisateur John Korty tourne le documentaire Imogen Cunningham : Photographer récompensé par une bourse Guggenheim[47].
- Le maire de San Francisco Joseph Alioto déclare le 12 novembre 1970 comme
- En 1984, Imogen Cunningham entre au International Photography Hall of Fame and Museum (en)[65],
- Depuis 2008, un cratère de la planète Mercure est nommé Cunningham en son honneur[66].

- Imogen Cunningham a inspiré Robert Mapplethorpe plus spécialement par sa façon de révéler l'érotisme des fleurs, tel que dans les photographies d'arums, également pour ses nus, ainsi que la représentations des mains et du visage[67].